# Morti nel 1074
| Questa pagina contiene informazioni ricavate automaticamente dalle voci biografiche con l'ausilio del template Bio e di un bot. L'aggiornamento è periodico e automatico e ricostruisce completamente la pagina. Se manca una persona in questa lista, sei pregato di non aggiungerla, ma accertati piuttosto che la sua voce biografica contenga il template Bio e che i dati anagrafici siano correttamente compilati. Se il template Bio manca, inseriscilo tu stesso o, in alternativa, metti l'avviso {{tmp\|Bio}} che ne segnala la mancanza. Se i dati riportati sono sbagliati, correggi direttamente la voce biografica; le modifiche saranno visibili in questa lista entro pochi giorni. Per chiarimenti vedi il progetto biografie. La lista contiene solo le 8 persone che sono citate nell'enciclopedia e per le quali è stato implementato correttamente il template Bio. Pagina aggiornata al 2 mag 2025. |

- 25 aprile - Ermanno I di Baden, nobile tedesco
- 3 maggio - Teodosio di Pečers'k, monaco cristiano russo (n. 1029)
- 25 ottobre - Imperatrice Shōshi, imperatrice giapponese (n. 988)
- Benedetto X, cardinale e vescovo italiano
- Petar Krešimir IV di Croazia, sovrano croato
- Mainardo, cardinale italiano
- Sibilla di Barcellona, nobile spagnola
- Giuseppe Tarcaniota, generale bizantino